# The Best of Men

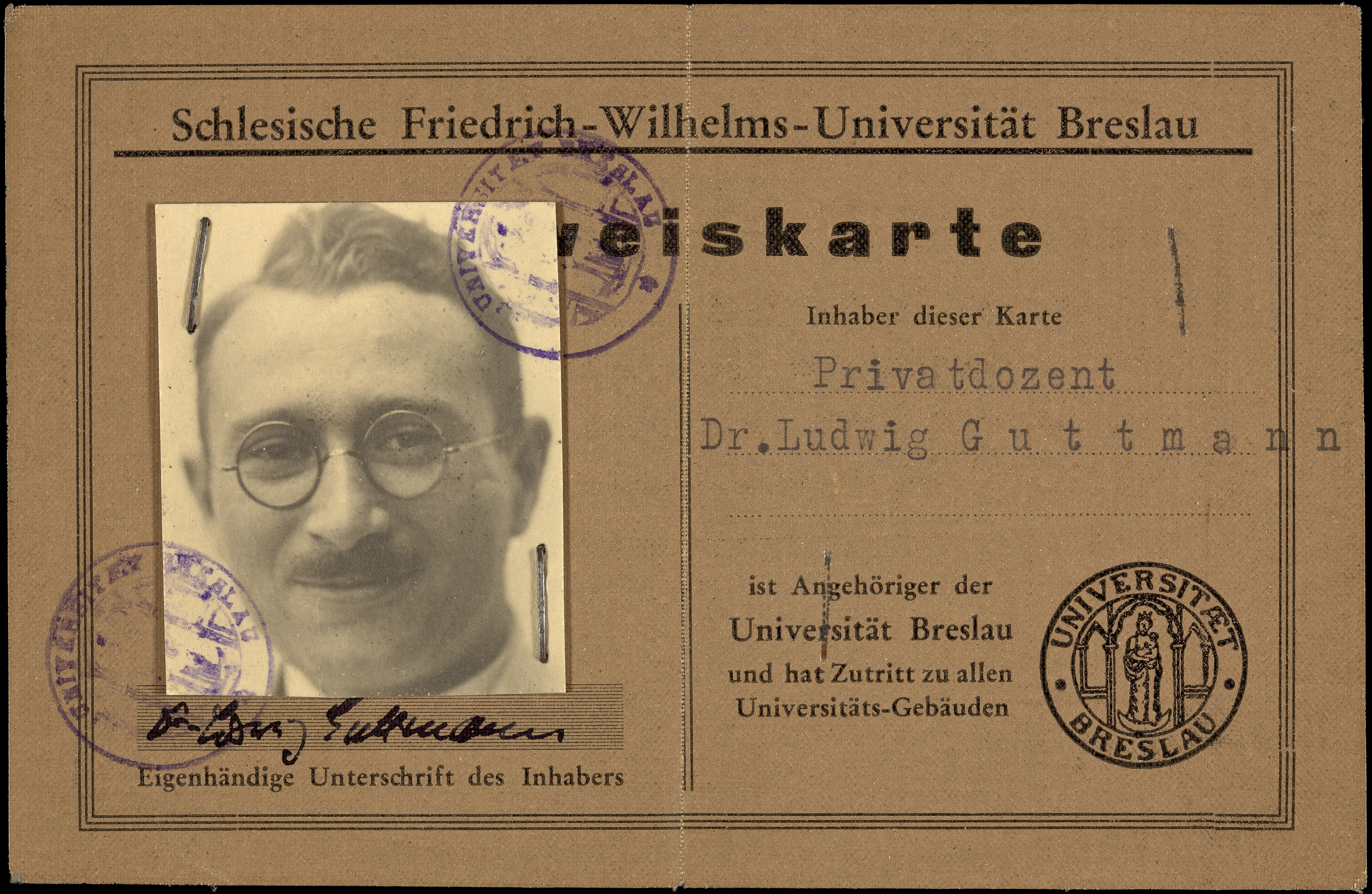
Ludwig Guttmann.jpg

The Best of Men (Le Meilleur des hommes) est un téléfilm anglais de 2012 tiré de faits réels. Le film décrit le travail de pionnier du Dr. Ludwig Guttmann avec des patients paraplégiques à l'Hôpital de Stoke Mandeville, qui a conduit à la fondation des Jeux paralympiques. Il met en scène Eddie Marsan et Rob Brydon.

## Synopsis
Ludwig Guttmann (Marsan) est un Juif réfugié de l'Allemagne nazie, parrainé pour rester dans le Royaume-Uni par CARA, tandis que ses patients ont été des blessés militaires Britanniques, d'abord déconcertés à se trouver eux-mêmes sous les soins d'un de "l'ennemi".
À son arrivée à l'hôpital, les patients sont gardés sous sédation et immobiles dans leur lit, un traitement menant à des escarres, des infections, et, dans de nombreux cas, la mort. Dr Guttman insiste sur le fait que le meilleur pronostic pour les patients est de savoir s'ils sont aussi mobiles que possible. Cela le conduit à entrer en conflit avec le personnel existant à l'hôpital, des infirmières et des médecins, qui sont habitués à simplement gérer le déclin de leurs patients.
Alors qu'il gagne peu à peu sur le personnel grâce à sa détermination et  son optimisme, Guttmann est confronté à un autre problème dans le désespoir de certains patients, particulièrement illustrée par le plus jeune détenu, William Heath (MacKay), qui a rejoint l'armée de l'école. Le désespoir de William est en contraste avec l'irrésistible humour de vétéran Wynn Bowen (Brydon), qui offre un flux constant de commentaires irrévérencieux depuis son lit.
Guttman utilise la compétitivité du sport comme un moyen d'encourager l'exercice physique et la construction de l'estime de soi. Maintenant en fauteuil roulant, les patients concourent au hockey et au basket-ball, et commencent à se reconnecter au monde extérieur. Les patients se rendent dans un pub et défient les habitués de bras de fer. Le précédemment suicidaire William s'engage dans le sport avec tant d'enthousiasme qu'il se casse une jambe, à la consternation des autres membres du personnel médical. Wynne est prévu pour une réunion avec son épouse dans le pays de Galles, bien que ce qui rend son sang-froid fissure sur les inquiétudes à propos de sa performance sexuelle. Après que Dr. Guttman lui ait dit "il y a plus d'une façon de faire la peau d'un chat", il revient, proclamant avec enthousiasme "à la peau du chat !"
Guttmann organise une compétition nationale entre personnes handicapées, le premier des Jeux de Stoke Mandeville, sur le terrain de l'hôpital. Le film se termine avec quelques lignes de texte décrivant comment elles se sont développées en les jeux paralympiques, et comment le Dr. Guttmann a obtenu un titre de chevalier.

## Distribution
- Eddie Marsan : Dr Ludwig Guttmann
- George MacKay : soldat William Heath
- Rob Brydon : caporal Wynne Bowen
- Niamh Cusack : Sir Edwards
- Richard McCabe : Dr. Cowan
- Nicolas Jones : major-général Harold Henry Blake
- Tristan Sturrock : sergent "Q" Hills, instructeur PTI
- Nigel Lindsay : M. Heath
- Rachael Spence : Mme Heath
- Leigh Quinn : infirmière Carr

## Production
Écrit par Lucy Gannon, le film a été produit par Whitby Davison pour la BBC.

## Lieu de tournage
La majorité du tournage a eu lieu dans trois salles de résidence à l'Université de Bristol : Wills Hall, Goldney Hall et Manor Hall.